# Llanteiróu
Llanteiróu es una casería perteneciente a la parroquia de Doiras, en el concejo de Boal, comarca de Eo-Navia, Principado de Asturias, España.
Está actualmente deshabitado (INE, 2013) y se encuentra a unos 300 m de altura sobre el nivel del mar. Dista unos 5 km de la capital del concejo, tomando primero desde ésta la carretera AS-12 en dirección a Grandas de Salime, y desviándose después a la derecha, por una pista, tras unos 4,5 km.